# اوسینه هاسیانه
اوسینه هاسیانه (به انگلیسی: Hocine Haciane) (زادهٔ ۷ ژوئیهٔ ۱۹۸۶) شناگر اهل آندورا است.